# Eréndira Ibarra
Eréndira Ibarra Klor (Ciudad de México, 25 de septiembre de 1985) es una actriz y guionista mexicana conocida por su participación en telenovelas y películas cómo Deseo prohibido (2008),   Infames (2012), Sense8 (2015), Ingobernable (2017), A ti te quería encontrar (2018), y Matrix Resurrections (2021).
Eréndira es hija del productor Epigmenio Ibarra, por lo que pasó su niñez conociendo el medio artístico, estudió actuación en escuela CasAzul.

## Biografía
Ibarra nació en Ciudad de México pero creció en San José, California mientras que su padre trabajaba dentro de una empresa televisiva en El Salvador. En 2005 tuvo su primer trabajo como asistente de casting para la cinta Acapulco Golden (2005) de Joaquín Segura.
Su debut como actriz fue ese año en el cortometraje dirigido por Armando Vega-Gil llamado Alivio (2005), y un año después en Sexo, amor y otras perversiones 2 de Fernando Sariñana, interpretando a la Virgen María. En 2007, participó en la teleserie Capadocia junto a Ana de la Reguera y Cristina Umaña. Eréndira realiza el papel de una presidiaria llamada Sofía López.
En 2008, participó en otra cinta cómica dirigida por Issa López titulada Casi divas, al lado de Julio Bracho y Ana Layevska y en las telenovelas con la producción de TV Azteca Deseo prohibido personificando a Rebecca Santos, la hermana de Lucía, hecha por su protagonista Ana Serradilla. Hacia 2009 participó como actriz en dos cintas: Entre líneas y Juegos inocentes.
Participó a su vez en la teleserie de Cadena Tres de México titulada Las Aparicio. Allí realiza el papel de una lesbiana llamada Mariana, quien tiene una relación sentimental con Julia Aparicio, interpretado por Liz Gallardo.
Ibarra protagonizó el videoclip musical del cantante Jaime Kohen titulado Las alas de mi libertad, junto a su colega Manuel Balbi, compañero de set en Las Aparicio.
En 2012 terminó su aparición en la telenovela Infames, en donde realiza el papel de Casilda, coproducida por Argos y Cadena Tres.
Para 2015 aparece en varios capítulos de la exitosa serie de TNT Señorita Pólvora en el papel de la modelo Tatiana Hucke, pero aún más importante es su participación en la serie Sense8 de Netlflix como Daniela Velázquez.
Aparece en la serie de Netflix Ingobernable interpretando a Anna Vargas - West jefa de la Oficina de la Presidencia, agente de la Agencia Central de Inteligencia, compartiendo créditos con Kate del Castillo y Eric Heyser.
Se anunció que aparecerá en 2019 en la serie de Fox prime Sitiados interpretando a Inés, junto a Alfonso "Poncho" Herrera con quien trabajó en proyectos anteriores como El Diez y Sense8.

## Vida personal
Eréndira es hija del productor Epigmenio Ibarra, hermana de la guionista Natasha Ybarra y la productora Camila Ibarra. 
En diciembre de 2010 contrajo matrimonio con el modelo venezolano Fredd Londoño.
El 12 de abril de 2017, la pareja dio la bienvenida a su primer hijo, llamado Rocco.

## Filmografía
Ibarra ha tenido apariciones en más de 20 proyectos de cine y televisión, además de figurar como asistente de casting en una película.

### Series y telenovelas
- Decisiones extremas
- Alivio (2005)
- Sexo, amor y otras perversiones 2 (2006)
- Deseo prohibido (2008)- TV Azteca
- Las Aparicio (2010)
- Vida mía (2012)- TV Azteca
- El octavo mandamiento (2011)
- Infames (2012)
- Camelia la Texana (2014)
- Señorita Pólvora (2015)
- Sense8 (2015-2018)
- Ingobernable (2017-2018)
- Sitiados: México (2019)
- El Candidato (2020)
- Cualquier parecido (2023)

### Cine
- Acapulco Golden (2005) (Asistente de casting)
- Casi divas (2008)
- Entre líneas (2009)
- Juegos inocentes (2009)
- Mi mejor Regalo (2013)
- Más negro que la noche (2014) - Pilar
- Las Aparicio la película (2016) como Mariana Almada
- La vida inmoral de la pareja ideal (2016) como Florentina Calle
- A ti te quería encontrar (2018) como "Lu".
- Matrix Resurrections (2021)

### Series
- Capadocia (2008—2012) (Sofía López)
- Las Aparicio (2010)(Mariana Almada)
- El Diez (2011) (Ximena Calleja)
- Infames (2012) (Casilda Barreiro) .
- Camelia la Texana (2014) (Alison Bailow de Varela)
- Señorita Pólvora (2015) (Tatiana Hucke)
- Sense8 (2015—2018) (Daniela Velasquez)
- Ingobernable (2017) (Anna Vargas - West)
- Sitiados: México (2019) (Inés)
- El candidato (2020) (Isabel Alfaro)
- Cualquier parecido (2023)[4]
- Accidente (2024) (Lupita)[5]

### Videos musicales
- Las alas de mi libertad
- Corre
- Llaves, teléfono y cartera (LNG/SHT)
- Ser Paloma (Lila Downs)
- Banana Papaya(Kany García, Residente)

### Teatro
- Apócrifo (2013) Elena
- Extraños en un tren (2013) Ana (participaciones especiales)
- Enfermos de Amor (2018)